# Aloe vituensis
Aloe vituensis é uma espécie de liliopsida do gênero Aloe, pertencente à família Asphodelaceae.